# ودیعه
وَدیعه یا سِپُرده نوعی امانت در قالب قراردادی است که در آن شخصی مال خود را نزد دیگری می‌سپارد تا او به طور رایگان از آن نگاهداری کند. ودیعه‌گذار در اصطلاح مودِع و گیرندهٔ ودیعه مُستودَع نامیده می‌شود.
فقیهان امامیه (و برخی فقهای عامه) ودیعه را «اِستِنابِه در حفظ مال» نامیده‌اند که به معنی نایب [جانشین] قراردادن «امین» از سوی مالک برای حفظ مال است. تفاوت ودیعه با عقدهای نیابی دیگر این است که وظیفه متعهد فقط حفظ مال است، به همین جهت آن را امانت خاص نامیده‌اند.
دلیل قرآنی ودیعه در آیه ۵۸ سوره نساء آمده است: «خداوند فرمان می‌دهد که امانت‌ها را به صاحبشان برگردانید.». ودیعه عقدی جایز است و دو طرف هرگاه بخواهند می‌توانند آن را برهم زنند.
برای وقوع عقد ودیعه گفتن صریح موضوع لازم نیست. بلکه کافیست قرائن نشان دهد یا عرف حکم کند که تعهد به نگهداری قصد طرفین از سپردن مال بوده، چنان‌که در هنگام تحویل البسه و اتومبیل و لوازم دیگر در مهمان‌سراها، رستوران‌ها، پارکینگ‌ها، حمام‌های عمومی و اماکن عمومی دیگر لفظ یا نوشته‌ای ردوبدل نمی‌شود ولی عرف آن را «تعهد به نگهداری از مال» می‌داند.

## ویژگی‌ها
مقررات مربوط به این عقد در حقوق ایران در مواد ۶۰۷ تا ۶۳۴ قانون مدنی آمده‌است.
- عدم جواز تصرف: تصرف و استفاده از مال مورد ودیعه از سوی ودیعه‌گیر جز اعمالی که برای حفظ آن ضرورت دارد، مجاز نیست. مگر آنکه از سوی مالک اجازه داشته باشد.[۱۰] در غیر این صورت ید امانی ودیعه‌گیر به ید ضمانی تبدیل می‌شود و او باید اجرت‌المثل پرداخته و اگر آسیبی به مال وارد آید، مسئول است (هرچند تقصیری نداشته باشد).
- رایگان بودن: نگهداری مال مورد ودیعه باید به طور مجانی باشد. اگر امین برای این کار پولی طلب کند آن عقد جعاله خواهد بود.[۱۱] همچنین زمانی که مال به منظور انتفاع گیرنده داده شده و نگهداری جنبه فرعی داشته باشد، قرارداد عاریه یا اجاره یا واگذاری حق انتفاع خواهد بود. همچنین در موردی که مالی به منظور فروش یا تعمیر به دیگری سپرده شود، عقد وکالت (از جمله نمایندگی‌های تجاری مانند عاملی) یا اجاره محقق شده‌است.[۱۲]
- استرداد خود مال مورد ودیعه: مستودع حتماً باید عین مالی را که به او سپرده شده برگرداند. اگر توافق این باشد که گیرنده مال را مصرف کند و بعد مِثل ِ آن را تهیه و رد کند. چنین توافقی ودیعه نخواهد بود (احتمالاً قرض محسوب می‌شود). این مفهوم از واژگان «سپردن» و «نگهداری» و تعریف مشهور «استنابه فی‌الحفظ» در فقه[۱۳] و همچنین دلالت صریح «علی‌الید ما اخذت حتی تؤدی» استنباط می‌شود.